# Podosoje (Šipovo)
Podosoje (szerbül: Подосоје) szerb falu Bosznia-Hercegovinában, Bosanska krajina területén, a Szerb Köztársaságban, Šipovo községben. 

## Fekvése
Bosznia-Hercegovina közép-nyugati részén, Banja Lukától légvonalban 64, közúton 93 km-re délre, községközpontjától légvonalban 11 km-re, közúton 13 km-re délkeletre, az Osoje-hegy alatt, a Janj-folyó bal partján fekvő dombos-hegyes területen található. 

## Népessége
| Nemzetiségi csoport | Népesség 1991 | Népesség 2013 |
| ------------------- | ------------- | ------------- |
| Szerb               | 150           | 79            |
| Bosnyák             | 0             | 0             |
| Horvát              | 0             | 0             |
| Jugoszláv           | 0             | 0             |
| Egyéb               | 0             | 0             |
| Összesen            | 150           | 79            |

## Története
A területén előkerült régészeti leletek alapján a településen már ősidők óta laktak emberek. A Janj bal partján levő erődítményt a bronzkorban, valószínűleg az illírek építették, de később a vaskorban is használták. A falu területe a középkorban is lakott volt. Ezt igazolja az itt megtalált két középkori temető maradványa, bennük számos, a késő középkorban a bogumilokra jellemző sírkővel.  Ezek a sírkövek a kereszténység főáramlatának behódolni nem akaró, eredetileg Boszniában élő bogumilok díszesen faragott középkori sírkövei voltak. A legrégebbi ilyen sírkövek a 12. század második feléből származnak, de csak a 14-15. században terjedtek el Bosznia-Hercegovina, Szerbia, Horvátország és Montenegró területén.
A település 1878-ig tartozott az Oszmán Birodalomhoz, majd az Osztrák-Magyar Monarchia része lett. 1879-ben az első osztrák-magyar népszámlálás során Stroici község részeként a faluban 20 házat és 169 ortodox lakost számláltak. 1910-ben a településen 29 házat és 208 ortodox szerb lakost számláltak.A monarchia szétesésével 1918-ben előbb a Szerb-Horvát-Szlovén Királyság, majd 1929-től a Jugoszláv Királyság része. Jugoszlávia megszállása után a falu a Független Horvát Állam (NDH) része lett. 1945-től a település a szocialista Jugoszlávia része volt.
A településen az 1991-es népszámlálás adatai szerint 150-en éltek. A Bosznia-Hercegovinában zajló polgárháború idején a Visoko Krajina többi településéhez hasonlóan a Boszniai Szerb Köztársaság része volt. A területén 1995 szeptemberéig nem volt háborús hadművelet, ekkor azonban a település területét a Horvát Köztársaság fegyveres ereje megszállta. A horvát csapatok elől a lakosság elmenekült. A daytoni békeszerződés aláírása után a település a Szerb Köztársasághoz, azon belül Šipovo községhez került.

## Nevezetességei
- Hrid – ókori erődített település és középkori temető maradványai a Janj-folyó bal partja feletti platón találhatók. Az ókori erődből habarcs nélkül rakott falak romjai láthatók, melyek egy kisebb méretű várra utalnak. A települést ezen kívül még sáncok és paliszádok is védték. Korát a késő bronzkorra és a korai vaskorra teszik. A lelőhelyen egy késő középkori temető maradványai is megtalálhatók 6 db stećak sírkővel.[4]

- Raskršće – ókori tumulus és középkori temető maradványai. A lelőhelyen két történelem előtti tumulus (sírhalom) található, melyek valószínűleg a bronzkorból származnak. Mellettük késő középkori temető maradványai találhatók, mintegy 170 db stećak sírkővel. A sírkövek sírtábla, sírláda és szarkofág formájúak, egyikük félhold és nap motívum díszítéssel van ellátva.[4]